# Kiewer Initiative
Die Kiewer Initiative ist eine regionale Zusammenarbeit mehrerer mittel- und osteuropäischer Länder.
Die Bildung der Kooperation in Fragen der Sicherheitspolitik wurde am Abend des 22. August 2022 vom ukrainischen Präsidenten Wolodymyr Selenskyj mitgeteilt, sechs Monate nach Beginn des russischen Überfalls.
Als weitere Teilnehmer nannte Selenskyj die EU-Mitgliedsländer Polen, Rumänien, Slowakei, Ungarn sowie die baltischen Staaten Estland, Lettland und Litauen.